# Hall of Fame Open 2022
Hall of Fame Open 2022 là một giải quần vợt nam thi đấu trên mặt sân cỏ ngoài trời. Đây là lần thứ 46 giải đấu được tổ chức, và là một phần của ATP Tour 250 trong ATP Tour 2022. Giải đấu diễn ra tại International Tennis Hall of Fame ở Newport, Rhode Island, Hoa Kỳ, từ ngày 10 đến ngày 17 tháng 7 năm 2022. 

## Điểm và tiền thưởng

### Phân phối điểm
| Sự kiện | VĐ  | CK  | BK | TK | Vòng 1/16 | Vòng 1/32 | Q  | Q2 | Q1 |
| Đơn     | 250 | 150 | 90 | 45 | 20        | 0         | 12 | 6  | 0  |
| Đôi     | 250 | 150 | 90 | 45 | 0         | —         | —  | —  | —  |

### Tiền thưởng[2]
| Sự kiện | VĐ      | CK      | BK      | TK      | Vòng 1/16 | Vòng 1/32 | Q2     | Q1     |
| Đơn     | $90,495 | $52,790 | $31,035 | $17,985 | $10,440   | $6,380    | $3,190 | $1,740 |
| Đôi*    | $31,440 | $16,820 | $9,860  | $5,510  | $3,250    | —         | —      | —      |

*mỗi đội

## Nội dung đơn

### Hạt giống
| Quốc gia | Tay vợt               | Xếp hạng1 | Hạt giống |
| -------- | --------------------- | --------- | --------- |
| CAN      | Félix Auger-Aliassime | 9         | 1         |
| USA      | John Isner            | 24        | 2         |
| KAZ      | Alexander Bublik      | 38        | 3         |
| USA      | Maxime Cressy         | 45        | 4         |
| FRA      | Benjamin Bonzi        | 47        | 5         |
| GBR      | Andy Murray           | 52        | 6         |
| CZE      | Jiří Veselý           | 68        | 7         |
| AUS      | James Duckworth       | 74        | 8         |

- 1 Bảng xếp hạng vào ngày 28 tháng 6 năm 2022.[3]

### Vận động viên khác
Đặc cách:
- Félix Auger-Aliassime
- Andy Murray
- Max Purcell

Vượt qua vòng loại:
- William Blumberg
- Liam Broady
- Christopher Eubanks
- Mitchell Krueger

### Rút lui
Trước giải đấu
- Jenson Brooksby → thay thế bởi  Stefan Kozlov
- Jack Draper → thay thế bởi  Tim van Rijthoven
- Ilya Ivashka → thay thế bởi  Feliciano López
- Denis Kudla → thay thế bởi  Jack Sock

## Nội dung đôi

### Hạt giống
| Quốc gia | Tay vợt           | Quốc gia | Tay vợt         | Xếp hạng1 | Hạt giống |
| -------- | ----------------- | -------- | --------------- | --------- | --------- |
| RSA      | Raven Klaasen     | BRA      | Marcelo Melo    | 92        | 1         |
| MEX      | Hans Hach Verdugo | USA      | Hunter Reese    | 135       | 2         |
| USA      | Nathaniel Lammons | USA      | Jackson Withrow | 163       | 3         |
| USA      | William Blumberg  | USA      | Steve Johnson   | 165       | 4         |

- 1 Bảng xếp hạng vào ngày 27 tháng 6 năm 2022.

### Vận động viên khác
Đặc cách:
- Félix Auger-Aliassime /  Benjamin Bonzi
- Richard Ciamarra /  Sam Querrey

### Rút lui
Trước giải đấu
- Maxime Cressy /  Marc-Andrea Hüsler → thay thế bởi  Max Schnur /  Artem Sitak
- Matthew Ebden /  Max Purcell → thay thế bởi  Max Purcell /  Tim van Rijthoven
- William Blumberg /  Jack Sock → thay thế bởi  William Blumberg /  Steve Johnson
- Treat Huey /  Denis Kudla → thay thế bởi  Radu Albot /  Treat Huey
- Sadio Doumbia /  Fabien Reboul → thay thế bởi  Nicholas Monroe /  Fabien Reboul

## Nhà vô địch

### Đơn
- Maxime Cressy đánh bại  Alexander Bublik, 2–6, 6–3, 7–6(7–3)

### Đôi
- William Blumberg /  Steve Johnson đánh bại  Raven Klaasen /  Marcelo Melo, 6–4, 7–5